# Centro Imperial para la Investigación Psicodélica
El Centro Imperial para la Investigación Psicodélica (en inglés Imperial Centre for Psychedelic Research) del Imperial College London fue creado el 2019 con el objetivo de «desarrollar una clínica de investigación que pueda ayudar a reunir evidencia clínica adicional y convertirse en un prototipo para las instalaciones con licencia para la atención psicodélica del futuro». Sus líneas de investigación son dos: el uso de psicodélicos en la atención para la salud mental y como herramienta para la investigación de la conciencia.
La creación del centro se logró a partir de la donación de 3 millones de libras esterlinas donadas por cinco instituciones.
Dentro de las sustancias psicodélicas se encuentran la psilocibina, la MDMA y el LSD. En los años anteriores, los científicos del Imperial College fueron los primeros en estudiar si la psilocibina, el principal componente psicoactivo de los hongos psilocibios, tenía un impacto positivo en los pacientes con depresión severa. También fueron líderes mundiales en la exploración de los impactos de la psicocibina y MDMA en el cerebro humano utilizando imágenes de fMR (Functional magnetic resonance) y magnetoencefalografía (MEG).
El director del centro desde su fundación es el psicólogo y neurocientífico inglés Robin Carhart-Harris.
El centro está ubicado en el campus Hammersmith de la universidad. 